# Allomyia cidoipes
Allomyia cidoipes là một loài Trichoptera trong họ Apataniidae. Chúng phân bố ở miền Tân bắc.